# Пшезьдзецько-Яхи
Пшезьдзецько-Яхи (пол. Przeździecko-Jachy) — село в Польщі, у гміні Анджеєво Островського повіту Мазовецького воєводства.
Населення — 128 осіб (2011).
У 1975-1998 роках село належало до Ломжинського воєводства.

## Демографія
Демографічна структура станом на 31 березня 2011 року:
|          | Загалом | Допрацездатний вік | Працездатний вік | Постпрацездатний вік |
| -------- | ------- | ------------------ | ---------------- | -------------------- |
| Чоловіки | 61      | 17                 | 37               | 7                    |
| Жінки    | 67      | 15                 | 34               | 18                   |
| Разом    | 128     | 32                 | 71               | 25                   |